# King Lear ouverture (Klami)
Uuno Klami componeerde in 1937 muziek voor een uitvoering van King Lear.
Het nationale theater van Finland gaf Klami de opdracht tot het schrijven van toneelmuziek voor de uitvoering van William Shakespeares King Lear. In 1936 leverde Klami het werk op en het werd op 5 februari 1937 voor het eerst op/uitgevoerd. De muziek bestond uit vijf losse delen (1.Epilogi, 2.Alkusoitto, 3.Silmien puhkaisu, 4.Ranskalaisten leirissä, 5.Surumarssi) voor klein orkest. Uit die muziek distilleerde de componist later een vierdelig (1.Prelude Hoviväen sisääntulo, 2.Narrin surulaulu, 3.Nummella, 4.Surumarssi) werk voor symfonieorkest (Kuningas Lear-neljä kappaletta orkestrille) .
King Lear liet de componist echter daarmee niet met rust. Gedurende de woelige tijden van de Tweede Wereldoorlog kwam bij de componist opnieuw het idee naar boven om iets met dat literaire werk te doen. In 1944 voltooide de componist zijn King Lear Ouverture. De componist verwerkte in die ouverture twee thema's, de een over de liefde en de tweede over de ontstane ruzie. De muziek is daardoor en door de stijl die Klami altijd hanteerde een mengeling van de Franse impressionistische muziekstijl (liefde) met zachte passages en Finse fatalistische muziek, denk daarbij aan muziek bij de Kalevala met forte-passages. Het slot doet "on-Klamisch" aan; het orkest wordt haast overstemd door de tamtam; een gelijkenis met Maurice Ravels Bolero dringt zich op.

## Orkestratie
- 4 dwarsfluiten, 3 hobo’s, 3 klarineten, 3 fagotten
- 4 hoorns, 4 trompetten, 3 trombones, 1 tuba
- 1 pauken, 3 man/vrouw percussie, waaronder tamtam, 2 harpen
- violen, altviolen, celli, contrabassen

## Discografie
- Uitgave Ondine: Tampere Philharmonisch Orkest o.l.v. Tuomas Ollila een opname uit 1995